# 費爾南多一世 (布拉干薩)
費爾南多一世（葡萄牙語：Fernando I，1403年—1478年4月1日），布拉干薩公爵，1461年至1478年在位。

## 家庭
1429年，費爾南多與卡斯特羅的喬安娜結婚，兩人共有四個兒子：
1. 費爾南多（1430年—1483年），布拉干薩公爵
2. 若昂（英语：João of Braganza, Marquis of Montemor-o-Novo）（1430年—1484年），蒙特莫爾侯爵
3. 阿方索（葡萄牙語：Afonso, Conde de Faro）（1435年—1483年），法魯伯爵
4. 艾爾瓦羅（英语：Álvaro of Braganza）（1440年—1504年）